# 云南前卫
云南前卫是明朝时期云南的一个卫所，隶属于云南都指挥使司，治所在今昆明市西山区前卫营。:474

## 沿革
洪武十五年（1382年）正月，置云南前卫指挥使司。洪武二十年（1387年）十一月，置云南前卫中左千户所。洪武二十八年（1395年）九月，诏岷王朱楩之国云南，改云南前卫为云南右护卫，指挥佥事李谦掌印。永乐元年（1403年）九月，改回云南前卫。
明亡卫废。

## 建制
- 万历年间

官员设置为指挥使2人，指挥同知3人，指挥佥事7人（其一为土官董氏）。下设机构有经历司（经历1人、知事1人），镇抚司（镇抚1人），左、右、中、前、后五千户所（正副千户16人，百户54人），前卫仓（大使1人、副使1人）。兵力设置为，马步旗军1233名，屯军1287名，舍丁603名，军余7384名，骑操汉军马208匹，土军马116匹，军器203,445件。演武场使用都司演武场（一在南城外，一在北城外），与云南六卫共有在城堡，军哨有梁王山、黑龙潭、太平。
- 天启年间

官员设置为指挥使3人，指挥同知2人，指挥佥事6人（其一为土官董氏）。下设机构有经历司（经历1人、知事1人），镇抚司（镇抚1人），左、右、中、前、后五千户所（正副千户13人，百户51人），前卫仓（大使1人、副使1人）。兵力设置为，马步旗军998名，屯军520名，舍丁120名，军余2030名，骑操汉军马196匹，土军马50匹，军器10,497件。
云南前卫屯田分布于昆明、晋宁、呈贡、归化、昆阳、江川、阳宗、新兴、路南、宁州等州县:1137。